# Calculator de bord

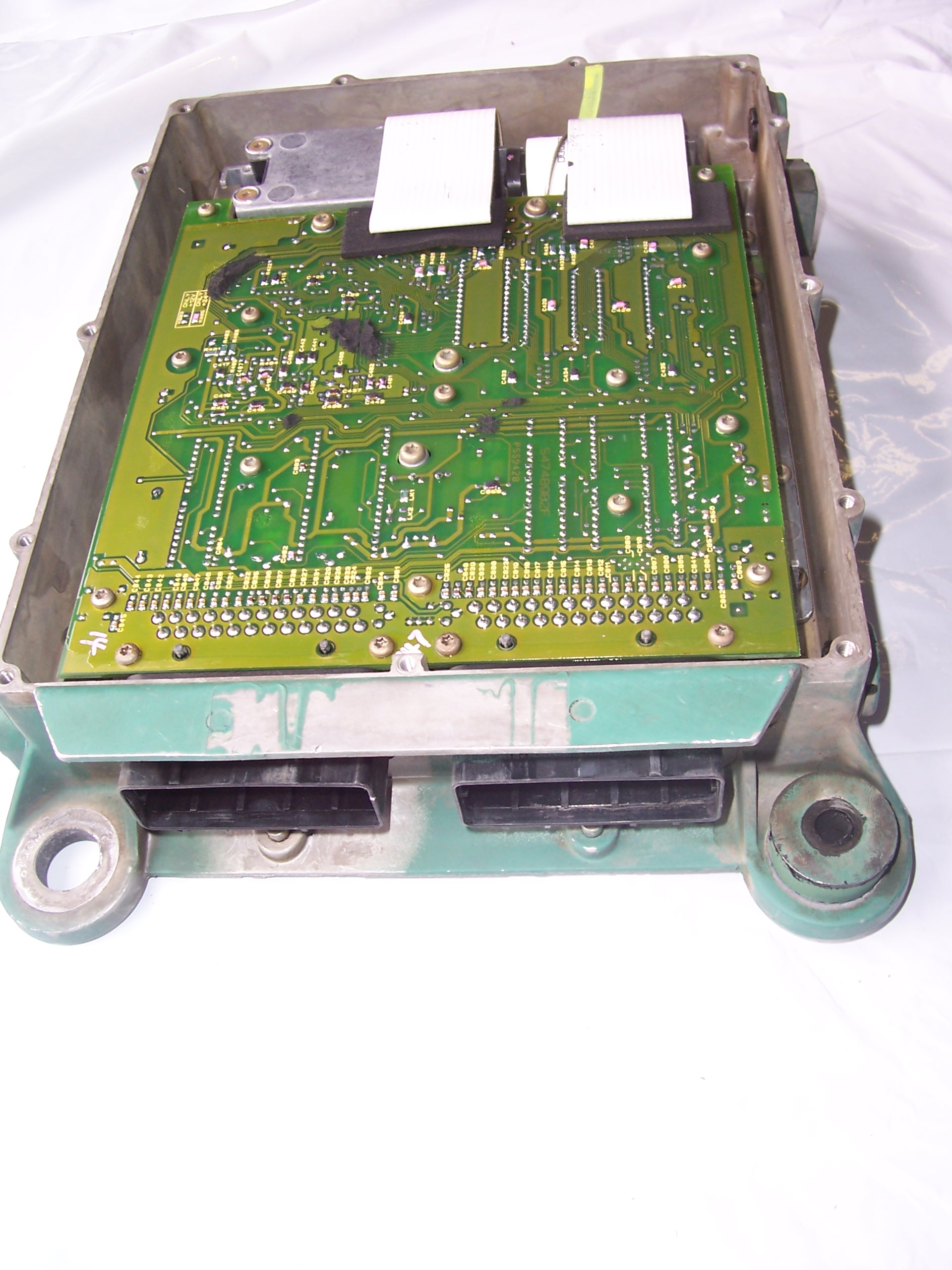

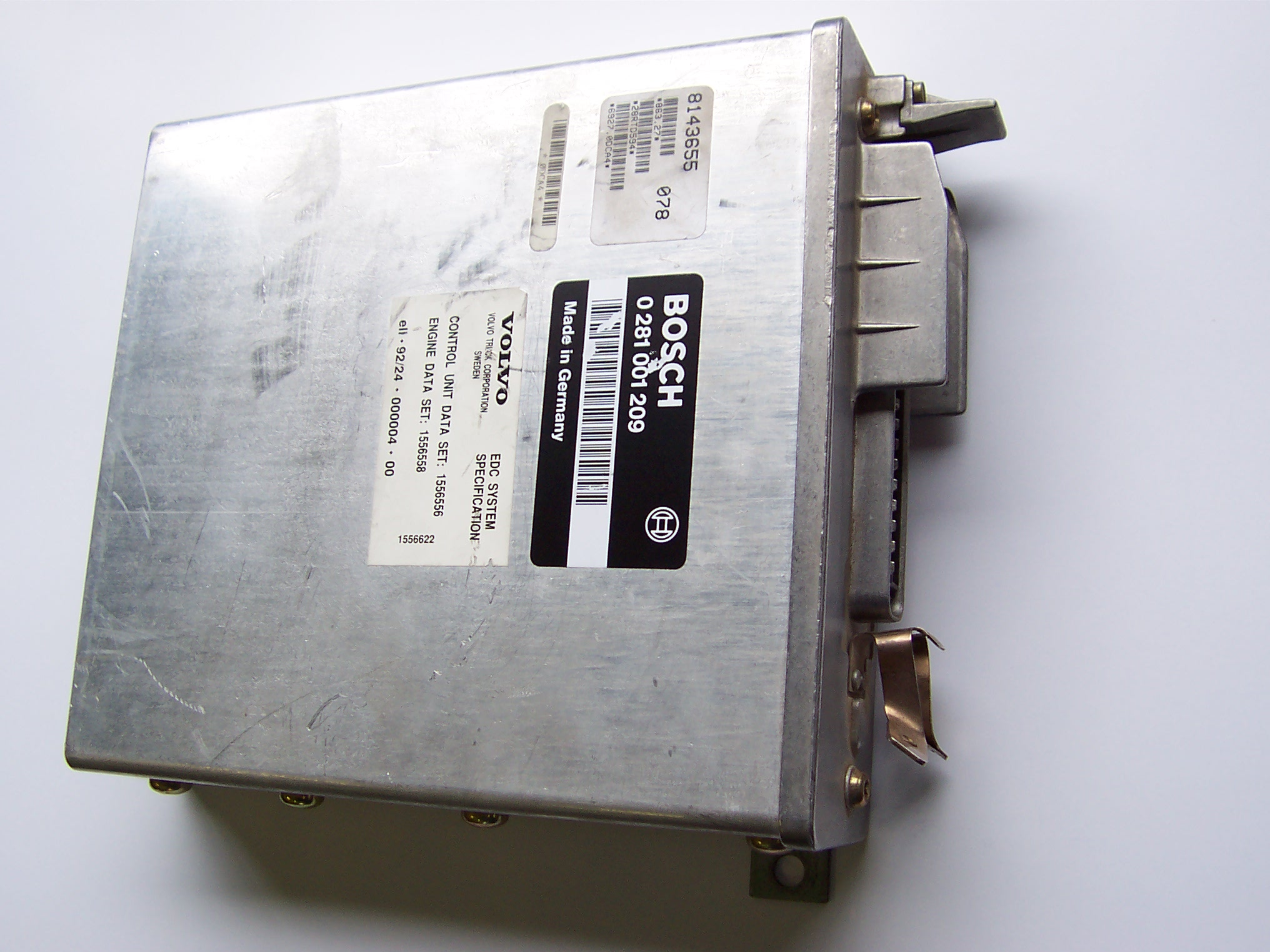

Calculator de bord sau ECU (în engleză Electronic control unit, „Unitatea de control electronică”) este un modul pentru comenzi sau dirijări electronice, care este folosit în locurile unde ceva anume trebuie controlat, comandat. Modulul de control electronic este folosit în sectorul auto în multe aplicații electronice, precum și pentru controlul electronic la dirijarea de mașini, instalații industriale și multe alte procedee tehnice. Aceste module fac parte din sistemele încorporate.
Modulele electronice de control al motoarelor, au fost utilizate în primul rând pentru reglarea aprinderii acestora. Din anul 1987 aceste module electronice sunt folosite pentru reglarea aprinderii și la motoarele diesel. Aproximativ de la mijlocul anilor 90 sistemele de reglare mecanice la motoarele cu ardere internă, au fost aproape complet înlocuite de către modulele de control electronice. Modulele de control ECU din componența autovehiculelor includ în afara sistemului de aprindere, printre altele și: sistemul de pornire, de anti-blocare al frânelor (ABS), de climatizare, de control airbag, controlul de distanță etc.
Unități de control vizibile sunt pe tahometrul, în forma lui nouă împreună cu turometrul și diverse alte indicatoare. Senzori cum ar fi, nivelul combustibilului în rezervor, presiunea uleiului pot dispune de propriul modul electronic care sunt, printre altele, memorate pe termen lung.

## Funcționare
Modulele electronice lucrează după principiul „IPO”, (în {[en|Input-Process-Output}} = intrare-prelucrare-ieșire). Pentru măsurarea valorilor sunt disponibili senzorii care stabilesc o caracteristică fizică, cum ar fi viteza, presiunea, temperatura etc. Această valoare este comparată sau calculată cu o valoare memorată în ECU. În cazul în care valoarea măsurată, cu valoare prevăzută în ECU nu se potrivesc, modulul electronic reglementează valoarea prin proces fizic, astfel încât valorile reale măsurate să corespundă cu dimensiunile nominale programate în ECU.
Daca in trecut, aprinderile electronice erau construite din circuite electronice analogice, ECU-urile de azi sunt de obicei înzestrate cu un „sistem cu inteligență proprie” (în engleză embedded system) – sistem încorporat), care constă dintr-un computer separat, sub forma unui sistem încorporat.
Mărimea acestui computer variază în funcție de complexitatea sarcinilor sale. În mod semnificativ acesta variază de la un circuit integrat cu un microprocesor (cu memorie RAM și ROM) până la sisteme multifuncționale cu un sistem de producție grafică.
De obicei, programarea este realizată prin utilizarea memoriei ROM (în engleză Read Only Memory – memorie doar citibila) . Unele sisteme însă permit actualizarea programului din ECU, prin reprogramarea memoriei flash la atelierele de specialitate.

## Dezvoltare și software
Rareori ECU-urile sunt dezvoltate și fabricate de producătorii de autoturisme. De cele mai multe ori, acestea sunt dezvoltate de furnizori, la comanda firmelor de automobile. 

## Computer failure
Principalele simptome ale defectării ECU sunt o eroare la pornirea motorului, o indicație permanentă a unei erori la motor care nu poate fi eliminată. Eșecul unui ECU este destul de rar și nu puteți anticipa exact când se va întâmpla. Pentru a identifica și a confirma eșecul unui computer, producătorii și companiile de reparații trebuie să efectueze un număr de următoarele verificări [4]:
- să evalueze calitatea unității de asamblare
- verificare electronică
- efectuare a fractografiei
- verificare la supraîncălzirea
- verificați pentru coroziune și deteriorare

Îndeplinirea acestor condiții în teste va preveni daunele viitoare și va spori productivitatea.